# 1337 Gerarda
Gerarda (asteróide 1337) é um asteróide da cintura principal com um diâmetro de 38,86 quilómetros, a 2,6137999 UA. Possui uma excentricidade de 0,1015546 e um período orbital de 1 812,46 dias (4,96 anos).
Gerarda tem uma velocidade orbital média de 17,46233977 km/s e uma inclinação de 17,9875º.
Esse asteróide foi descoberto em 9 de Setembro de 1934 por Hendrik van Gent.